# HD 10180
HD 10180 és una estrella semblant al Sol a la constel·lació d'Hidra Mascle que destaca pel seu gran sistema planetari. Des del seu descobriment, almenys set planetes, i possiblement fins a nou, s'han observat en òrbita. És el sistema més gran d'exoplanetes conegut en termes del total de planetes confirmats (significativament més gran que els titulars de registres anteriors, Kepler-11 i 55 Cancri) i possiblement el més gran de tots els sistemes planetaris coneguts, inclòs el sistema solar.